# Pierre Pelos
Pierre Pelos, né le 16 août 1992 à Agen en France, est un joueur français de basket-ball. Il évolue aux postes d'ailier fort et de pivot.

## Palmarès

### En club
- Champion de France de Pro B 2017 avec la JL Bourg.

### Sélection nationale
- Finaliste du championnat d'Europe -20 ans 2012.

### Récompenses individuelles
- MVP de la 5e journée de l'EuroCoupe 2020-2021[1]